# Prix Ernest-Orlando-Lawrence
Le prix Ernest-Orlando-Lawrence a été fondé en 1959, en honneur d'Ernest Lawrence, l'inventeur du cyclotron et lauréat du prix Nobel, l'année après sa mort, par le département de l'Énergie des États-Unis. Il est doté de 20 000 dollars et est décerné annuellement jusqu'en 1993, depuis 1994 tous les deux ans environ, dans sept catégories : chimie, environnement, biologie (y compris médecine), sciences des matériaux, sécurité nationale, technique nucléaire, physique.

## Critères et mode de sélection
Le prix est accordé à des scientifiques et ingénieurs américains pour des  contributions exceptionnelles, spécialement dans les domaines relevant du département de l'Énergie. Les récipiendaires doivent être bien établis, au milieu de leur carrière scientifique et montrant des possibilités de développements ultérieurs ; ce n’est donc pas un prix pour récompenser une carrière achevée. Environ 4 000 scientifiques et laboratoires sont sollicités pour la nomination de candidats qui sont sélectionnés par un comité.
Le prix est attribué avec une médaille en or à l'effigie d'Ernest Lawrence.

## Lauréats
1960 |
1961 |
1962 |
1963 |
1964 |
1965 |
1966 |
1967 |
1968 |
1969 |
1970 |
1971 |
1972 |
1973 |
1974 |
1975 |
1976 |
1977 |
1980 |
1981 |
1982 |
1983 |
1984 |
1985 |
1986 |
1987 |
1988 |
1990 |
1991 |
1993 |
1994 |
1996 |
1998 |
2002 |
2004 |
2006 |
2009 |
2011 |
2013 |
2014

### 1960 - 1970
1960 |
1961 |
1962 |
1963 |
1964 |
1965 |
1966 |
1967 |
1968 |
1969 |
1970
1960 : 
- Harvey Brooks
- John S. Foster, Jr.
- Isadore Perlman
- Norman Ramsey
- Alvin M. Weinberg

1961 : 
- Leo Brewer
- Henry Hurwitz Jr.
- Conrad L. Longmire
- Wolfgang Panofsky
- Kenneth E. Wilzbach

1962 : 
- Andrew A. Benson
- Richard Feynman
- Herbert Goldstein
- Anthony L. Turkevich
- Herbert York

1963 : 
- Herbert J. C. Kouts
- James Rainwater
- Louis Rosen
- James M. Taub
- Cornelius A. Tobias

1964 : 
- Jacob Bigeleisen
- Albert L. Latter
- Harvey M. Pratt
- Marshall Rosenbluth
- Theos J. Thompson

1965 : 
- George Cowan
- Floyd M. Culler
- Milton C. Edlund
- Theodore B. Taylor
- Arthur C. Upton

1966 : 
- Harold M. Agnew
- Ernest C. Anderson
- Murray Gell-Mann
- John R. Huizenga
- Paul R. Vanstrum

1967 : 
- Mortimer M. Elkind
- John M. Googin
- Allen F. Henry
- John O. Rasmussen
- Robert N. Thorn

1968 : 
- James R. Arnold
- E. Richard Cohen
- Val Fitch
- Richard Latter
- John B. Storer

1969 : 
- Geoffrey Chew
- Don T. Cromer
- Ely M. Gelbard
- F. Newton Hayes
- John Nuckolls

1970 : 
- William J. Bair
- James W. Cobble
- Joseph M. Hendrie
- Michael M. May
- Andrew Sessler

### 1971 - 1980
1971 |
1972 |
1973 |
1974 |
1975 |
1976 |
1977 |
1980 |
1971: 
- Thomas B. Cook
- Robert L. Fleischer
- Robert L. Hellens
- P. Buford Price
- Robert M. Walker

1972: 
- Charles C. Cremer
- Sidney Drell
- Marvin Goldman
- David A. Shirley
- Paul F. Zweifel

1973: 
- Louis Baker
- Seymour Sack
- Thomas E. Wainwright
- James Robert Weir
- Sheldon Wolff

1974: 
- Joseph Cerny
- Harold Furth
- Henry C. Honeck
- Charles A. McDonald
- Chester R. Richmond

1975: 
- Evan H. Appelman
- Charles E. Elderkin
- William A. Lokke
- Burton Richter
- Samuel Chao Chung Ting

1976: 
- A. Philip Bray
- James Watson Cronin
- Kaye D. Lathrop
- Adolphus L. Lotts
- Edwin D. McClanahan

1977: 
- James Bjorken
- John L. Emmett
- F. William Studier
- Gareth Thomas
- Dean A. Waters

1980: 
- Donald W. Barr
- B. Grant Logan
- Nicholas P. Samios
- Benno P. Schoenborn
- Charles D. Scott

### 1981 - 1990
1981 |
1982 |
1983 |
1984 |
1985 |
1986 |
1987 |
1988 |
1990 |
1981: 
- Martin Blume
- Yuan Tseh Lee
- Fred R. Mynatt
- Paul B. Selby
- Lowell L. Wood

1982: 
- George F. Chapline, Jr.
- Mitchell Feigenbaum
- Michael J. Lineberry
- Nicholas Turro
- Raymond E. Wildung

1983: 
- James F. Jackson
- Michael E. Phelps
- Paul H. Rutherford
- Mark S. Wrighton
- George B. Zimmerman

1984: 
- Robert W. Conn
- John J. Dunn
- Peter L. Hagelstein
- Siegfried S. Hecker
- Robert B. Laughlin
- Kenneth N. Raymond

1985: 
- Anthony P. Malinauskas
- William H. Miller
- David Nygren
- Gordon C. Osbourn
- Betsy Sutherland
- Thomas A. Weaver

1986: 
- James J. Duderstadt
- Helen T. Edwards
- Joe W. Gray
- C. Bradley Moore
- Gustavus Simmons
- James L. Smith

1987: 
- James W. Gordon
- Miklos Gyulassy
- Sung-Hou Kim
- James L. Kinsey
- J. Robert Merriman
- David E. Moncton

1988: 
- Mary Gaillard
- Richard T. Lahey, Jr.
- Chain Tsuan Liu
- Gene H. McCall
- Alexander Pines
- Joseph S. Wall

1990: 
- John J. Dorning
- James R. Norris
- S. Thomas Picraux
- Wayne J. Shotts
- Maury Tigner
- F. Ward Whicker

### 1991 - 2009
1991 |
1993 |
1994 |
1996 |
1998 |
2002 |
2004 |
2006 |
2009
1991: 
- Zachary Fisk
- Richard Fortner
- Rulon Linford
- Peter G. Schultz
- Richard E. Smalley
- J. Pace Vandevender

1993: 
- James G. Anderson
- Robert G. Bergman
- Alan R. Bishop
- Yoon I. Chang
- Robert K. Moyzis
- John W. Shanner
- Carl E. Wieman

1994: 
- John D. Boice, Jr.
- E. Michael Campbell
- Gregory J. Kubas
- Edward William Larsen
- John Lindl
- Gerard M. Ludtka
- George F. Smoot
- John E. Till

1996: 
- Charles Roger Alcock
- Mina J. Bissel
- Thom H. Dunning, Jr.
- Charles V. Jakowatz, Jr.
- Sunil K. Sinha
- Theofanis G. Theofanous
- Jorge Luis Valdes

1998: 
- Dan Gabriel Cacuci
- Joanna S. Fowler
- Laura H. Greene
- Steven E. Koonin
- Mark H. Thiemens
- Ahmed Zewail

2002: 
- C. Jeffrey Brinker
- Claire M. Fraser
- Bruce T. Goodwin
- Keith O. Hodgson
- Saul Perlmutter
- Benjamin D. Santer
- Paul J. Turinsky

2004: 
- Richard B. Elkind
- Nathaniel J. Fisch
- Bette Korber
- Claire Ellen Max
- Fred N. Mortensen
- Richard J. Saykally
- Ivan K. Schuller
- Gregory W. Swift

2006 : 
- Paul Alivisatos et Moungi Bawendi
- Malcolm J. Andrews
- Arup K. Chakraborty
- My Hang V. Huynh
- Marc Kamionkowski
- John Zachara
- Steven Zinkle

2009 : 
- Sunney Xie
- Joan F. Brennecke, université Notre-Dame-du-Lac
- Wim Leemans, Lawrence Berkeley National Laboratory
- Zhi-Xun Shen, SLAC National Accelerator Laboratory et université Stanford
- Omar Hurricane, Lawrence Livermore National Laboratory
- William Dorland, université du Maryland

### 2011 - 2014
2011 |
2013 |
2014
2011: 
- David E. Chavez, Los Alamos National Laboratory
- Thomas P. Guilderson, Laboratoire national de Lawrence Livermore
- Lois Curfman McInnes, Barry F. Smith, Argonne National Laboratory
- Paul C. Canfield, Ames Laboratory (en)
- Amit Goyal, Oak Ridge National Laboratory
- Riccardo Betti, University of Rochester
- Bernard Matthew Poelker, Thomas Jefferson National Accelerator Facility
- Mark B. Chadwick, Los Alamos National Laboratory

2013: 
- Adam P. Arkin
- Siegfried H. Glenzer
- Stephen C. Myers
- John L. Sarrao
- John C. Wagner
- Margaret S. Wooldridge

2014: 
- Carolyn R. Bertozzi, University of California
- Jizhong (Joe) Zhou, University of Oklahoma
- Pavel Bochev, Sandia National Laboratories
- Peidong Yang, University of California
- Brian D. Wirth, University of Tennessee
- Christopher L. Fryer, Los Alamos National Laboratory
- David J. Schlegel, Laboratoire national de Lawrence Livermore
- Mei Bai, Brookhaven National Laboratory
- Eric E. Dors, Los Alamos National Laboratory